# Schlacht bei den Ägatischen Inseln
Agrigent – Mylae – Liparische Inseln – Sulci – Tyndaris – Kap Ecnomus – Aspis – Adys – Tunes – Kap Bon – Panormus – Drepana I – Drepana II – Ägatische Inseln
Die Schlacht bei den Ägatischen Inseln oder Aegusa vor der Westküste Siziliens am 10. März 241 v. Chr. war die letzte Seeschlacht zwischen den Flotten Karthagos und der römischen Republik im Ersten Punischen Krieg. Das Ergebnis der Schlacht war ein entscheidender römischer Sieg, der auch dem Krieg ein Ende setzte.

## Vorgeschichte
Die Jahre vor der Schlacht bei den Ägatischen Inseln waren relativ ruhig verlaufen. Rom fehlte die Flotte – die, die sie zu Beginn des Krieges hatte, war in der Schlacht von Drepana und dem folgenden Sturm zerstört worden – und Karthago machte wenig Gebrauch von diesem Vorteil. Der Krieg konzentrierte sich auf kleine Landoperationen in Sizilien, aus dem sich für Hamilkar Barkas langsam eine Überlegenheit auf der Insel ergab. Vermutlich war dies der Grund, dass sich Rom im Jahr 242 v. Chr. entschloss, eine neue Flotte zu bauen, um die Seeherrschaft zurückzuerobern.
Nach 20 Jahren Krieg waren die Finanzen der Republik jedoch in einem zerrütteten Zustand, der Staatsschatz leer. Um den Beschluss dennoch umzusetzen, wurde eine typische römische Lösung für das Finanzierungsproblem gefunden: reiche Bürger, alleine oder in Gruppen, zeigten ihren Patriotismus, indem sie den Bau eines Schiffes bezahlten, freilich mit der Garantie auf Rückerstattung der Geldmittel im Falle eines römischen Siegs über Karthago. Das Ergebnis war eine Flotte von über 200 Quinqueremen, gebaut, ausgerüstet und bemannt ohne öffentliche Ausgaben.
Die neue Flotte war 241 v. Chr. startbereit. Sie wurde Konsul Gaius Lutatius Catulus anvertraut, der vom Praetor Quintus Valerius Falto unterstützt wurde. Auch hatte man aus den Schicksalsschlägen der Vergangenheit gelernt: die Schiffe waren nun widerstandsfähiger gegen widrige Witterungsbedingungen, zumal man auf den Einbau des Corvus verzichtet hatte. Auch waren Catulus und Falto bemüht, mit den Mannschaften die Manöver einzuüben, bevor sichere Gewässer verlassen wurden. Das Ergebnis war eine Flotte im bestmöglichen Zustand.
In Karthago konnten die Nachrichten über die Aktivitäten des Gegners nicht ohne Antwort bleiben. Auch hier wurde eine neue Flotte gebaut, bestehend aus rund 250 Schiffen, völlig überladen (Karthago hatte keine Transportschiffe mehr und musste deshalb auch Kriegsschiffe für diese Zwecke benutzen) sowie mit einer völlig unerfahrenen Mannschaft besetzt, und unter dem Kommando Hannos, des Generals, der bereits die Schlacht von Agrigent und die Schlacht am Kap Ecnomus verloren hatte, zu Wasser gelassen.

## Ägatische Inseln

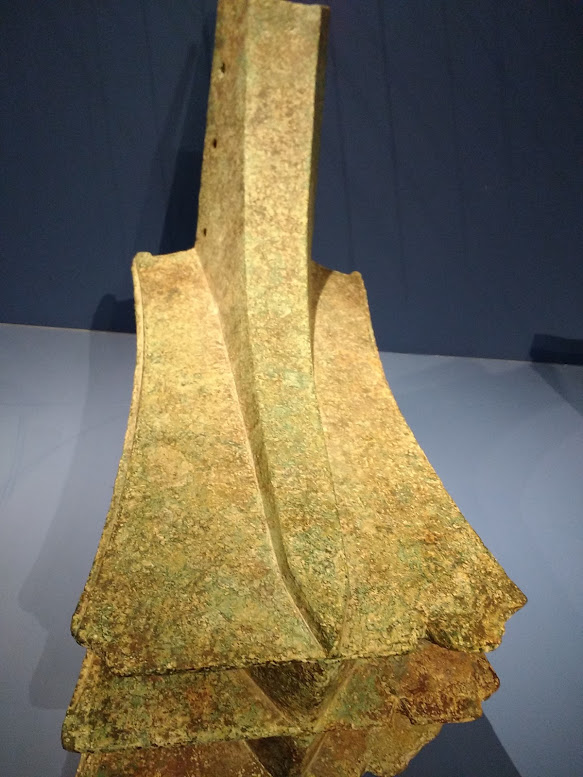
Bronzener Rammsporn eines der untergegangenen karthagischen Schiffe

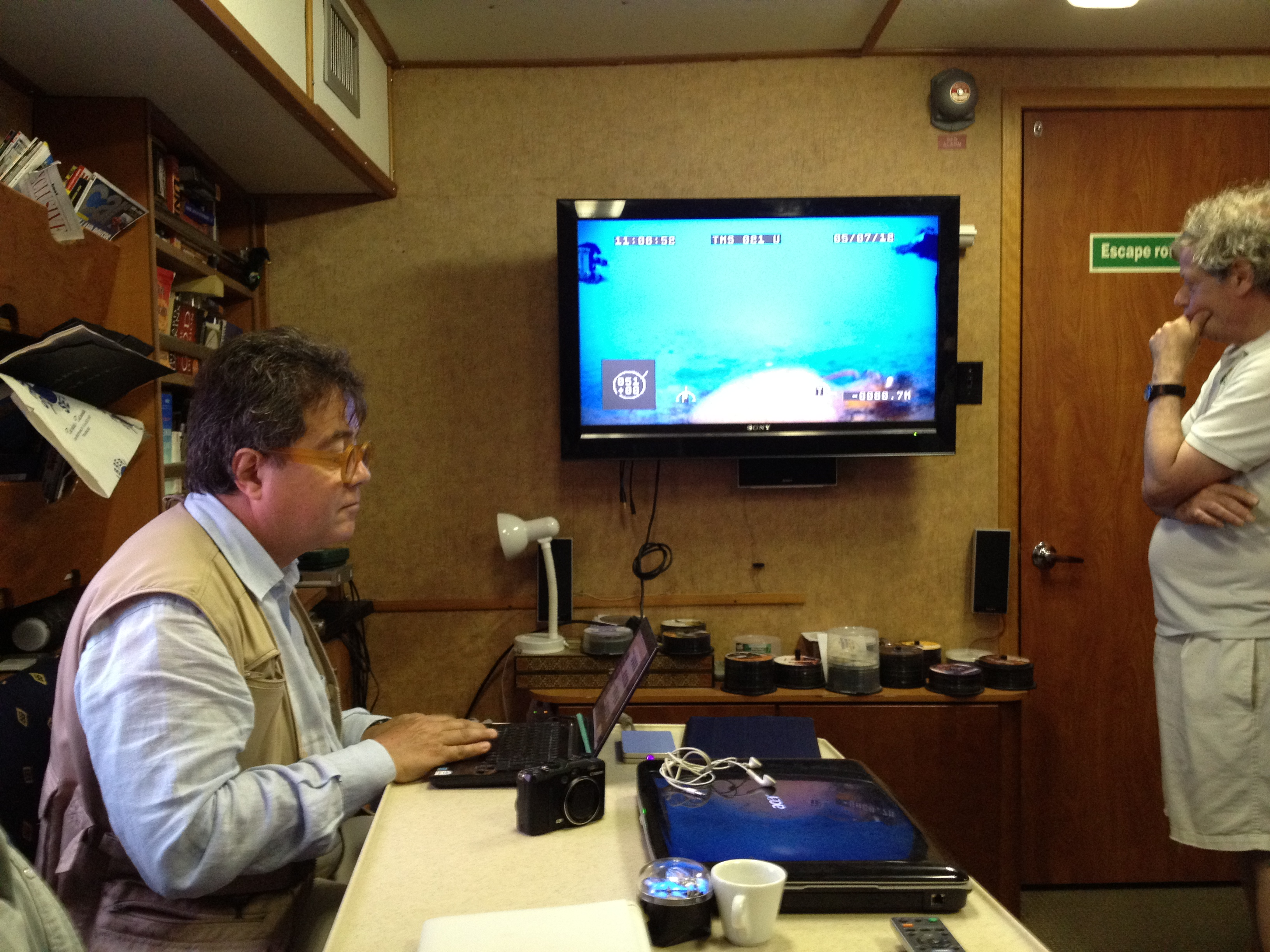
Sebastiano Tusa mit einem Fund (2012)

Catulus' erste Aktivität war die erneute Belagerung von Lilybaion (heute: Marsala) durch eine Blockade des Hafens und einem Kappen der Verbindung nach Karthago, wodurch Hamilkar Barkas von allen Nachschublinien und allen Informationen abgeschnitten werden sollte. Die karthagische Flotte erreichte kurze Zeit später die Umgebung. Hanno ließ in der Nähe der Ägatischen Inseln (heute Ägadische Inseln oder Isole Egadi) Halt machen, um auf einen vorteilhaften Wind zu warten, der ihn schnell nach Lilybaeum bringen sollte. Die Flotte wurde jedoch durch römische Kundschafter entdeckt, woraufhin Catulus die Blockade aufgab, um sich dem Feind zu stellen.
Am Morgen des 10. März blies der Wind in der von Hanno gewünschten Richtung und er gab den Befehl loszusegeln. Catulus musste nun das Risiko eines Angriffs gegen den Wind abwägen gegen das Risiko, Hanno nach Sizilien zu lassen und Hamilkar Barkas und Lilybaeum zu befreien. Trotz dieser unvorteilhaften Bedingungen entschied sich der Konsul, die Karthager abzufangen und befahl Schlachtaufstellung. Ob aufgrund der mitgeführten Verpflegung und ihrem zusätzlichen Gewicht, oder aufgrund der Unerfahrenheit der schnell ausgehobenen Mannschaft ist nicht klar, jedenfalls konnte Hanno aus dem günstigen Wind keinen Vorteil ziehen und verlor die folgende Schlacht. Mehr als die Hälfte der karthagischen Flotte wurde erbeutet oder sank, der Rest floh, als der Wind sich drehte.

## Ende des Ersten Punischen Kriegs
Nach dem Sieg nahm Catulus die Belagerung von Lilybaion wieder auf, isolierte erneut Hamilkar Barkas und seine Armee auf Sizilien, die zudem auf die wenigen Festungen, die Karthago noch hielt, verteilt war. Ohne die Mittel, eine neue Flotte zu bauen oder die Landtruppen zu verstärken, gab Karthago den Kampf auf und unterzeichnete einen Friedensvertrag mit Rom, der dem Ersten Punischen Krieg ein Ende setzte, und den Römern Sizilien zusprach, die drei Jahre später auch Sardinien und Korsika besetzten.